# .bb
bb. دامنه اینترنتی باربادوس است.